# Aes grave
Aes grave ("bronze pesado") é um termo em numismática indicando moedas de bronze fundidas utilizadas na Itália central durante o século III a.C., cujo valor era geralmente indicado por sinais. O peso padrão de uma libra pode ser 272, 327 ou 341 gramas. Os valores variam do asse até a onça (lat. uncia). O peso dos asses e dos seus submúltiplos diminuiu gradualmente, embora o valor nominal se mantenha inalterado. Na primeira série, um asse pesava 273 gramas, tanto como uma libra latina, e o peso dos submúltiplos era directamente proporcional ao seu valor, um semisse (que valia 1/2 as) pesava 136 gramas e assim sucessivamente até à onça, valendo 1 /12 do asse com 22,75 gramas. Nesta série de libras, em que uma delas pesava até uma libra, todas as moedas eram derretidas.
As principais moedas romanas fundidas tinham estas marcas e imagens:
| Imagem         | valor     | marca          |
| -------------- | --------- | -------------- |
| Iano           | Asse      | EU             |
| Júpiter        | Semisse   | S              |
| Minerva        | Triente   | quatro pelotas |
| Hércules       | Quadrante | três pelotas   |
| Mercúrio       | Sextante  | dois pelotas   |
| Belona ou Roma | Úncia     | uma pelota     |

## Cidades emissoras
As séries principais vinham de Roma, Arímino (Rimini), Igúvio (Gubbio), Túder (Todi), Aúsculo (Ascoli Satriano), Firmo (Fermo), Hátria-Hádria (Atri), Lucéria (Lucera) e Itália central latina . Outras séries têm procedência desconhecida.

## Galeria

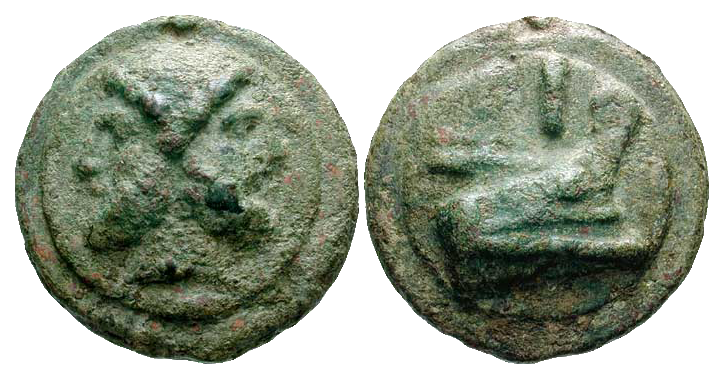
Asse (ca.  235 a.C.)
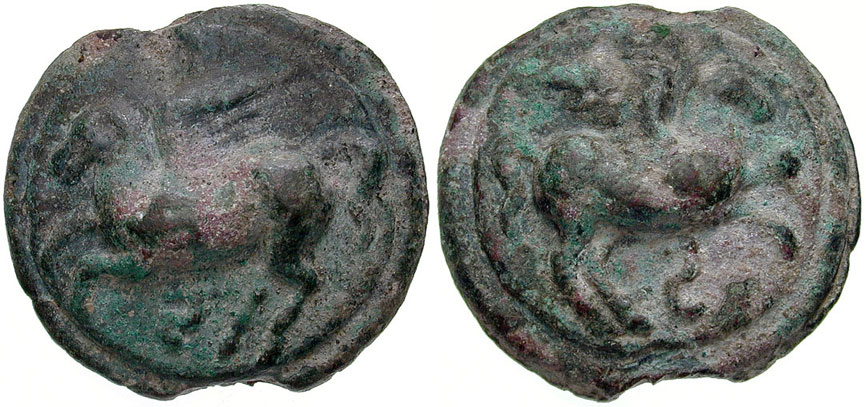
Semisse
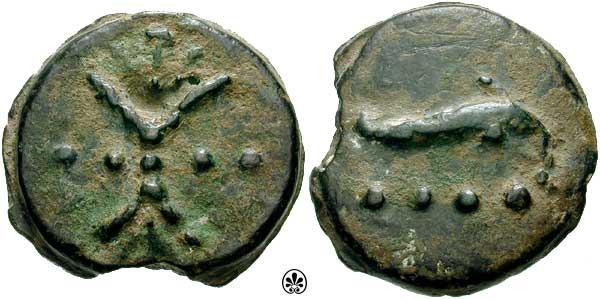
Triente (ca.  241 a.C.)
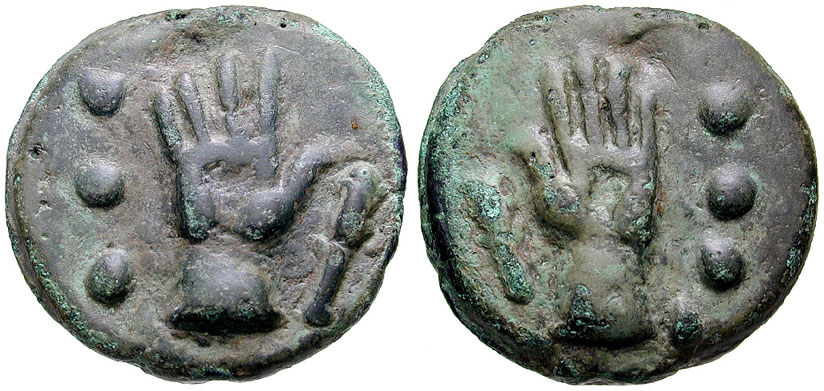
Quadrante (ca.  250–226 a.C.) (peso 63,19 gramas)
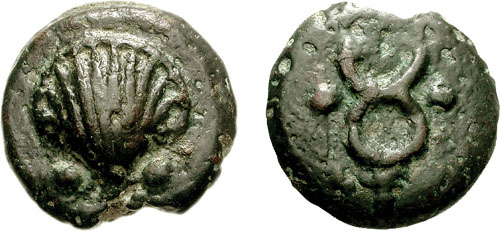
Sextante (ca.  289–245 a.C.)
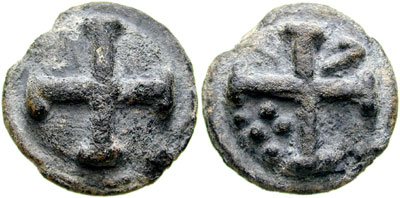
Quincunce (depois de 220 a.C.)
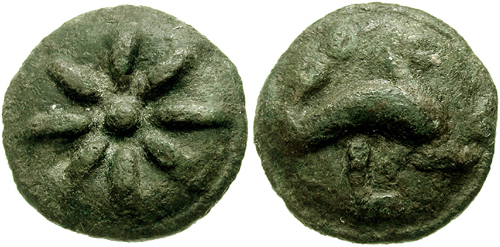
Quadrante (Apúlia, Lucéria, c. 220 a.C.)
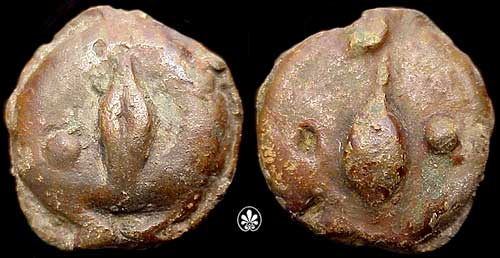
Úncia (ca.  275 a.C.)